# Nombre pentagonal

Représentation des quatre premiers nombres pentagonaux : la représentation du n-ième s'obtient en entourant la précédente d'un pentagone comportant 3n – 2 nouveaux points.

En mathématiques, un nombre pentagonal est un nombre figuré qui compte des points régulièrement répartis dans un pentagone. 
Pour tout entier {\displaystyle n\geqslant 1}, d'après les formules générales pour les nombres polygonaux, à l'étape {\displaystyle n} où il y a {\displaystyle n} points dans chaque côté du pentagone, le nombre pentagonal est la somme des {\displaystyle n} premiers termes de la suite arithmétique de premier terme 1 et de raison 3 :
soit le tiers du (3{\displaystyle n} – 1)-ième nombre triangulaire.

Les quatre premiers nombres pentagonaux sont1, 1 + 4 = 5, 5 + 7 = 12 et 12 + 10 = 22.

Les dix premiers sont 1, 5, 12, 22, 35, 51, 70, 92, 117 et 145 (suite A000326 de l'OEIS).
Les nombres pentagonaux sont importants dans la théorie des partitions d'entiers d'Euler et interviennent par exemple dans son théorème des nombres pentagonaux.

## Obtention de ces nombres
Pour avoir {\displaystyle n} points sur chaque côté du pentagone extérieur, on ajoute à l'étape {\displaystyle n} : {\displaystyle 5-1} points aux sommets du pentagone et {\displaystyle (5-2)(n-2)} points à l'intérieur des côtés, d'où {\displaystyle P_{5,n}-P_{5,n-1}=4+3(n-2)=3(n-1)+1}.
Donc {\displaystyle P_{5,n}=\sum _{k=1}^{n}(3(k-1)+1)=\sum _{k=0}^{n-1}(3k+1)=3{\frac {n(n-1)}{2}}+n={n(3n-1) \over 2}}.

## Autre construction

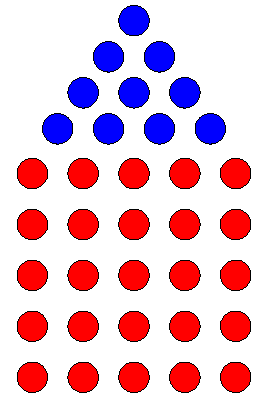

De la formule générale {\displaystyle P_{k,n}=P_{k-1,n}+T_{n-1}}, découle que {\displaystyle P_{5,n}} est la somme du nombre carré d'ordre {\displaystyle n} : {\displaystyle C_{n}=P_{2,n}} et du nombre triangulaire d'ordre {\displaystyle n-1} : {\displaystyle P_{5,n}=C_{n}+T_{n-1}=n^{2}+n(n-1)/2} .

## Propriétés
- {\displaystyle P_{5,n}=n+3T_{n-1}=3T_{n}-2n} est congru à {\displaystyle n} modulo 3.
- {\displaystyle P_{5,n}=\sum _{k=n}^{2n-1}k=T_{2n-1}-T_{n-1}}.
- {\displaystyle P_{5,n}=T_{n}+2T_{n-1}}

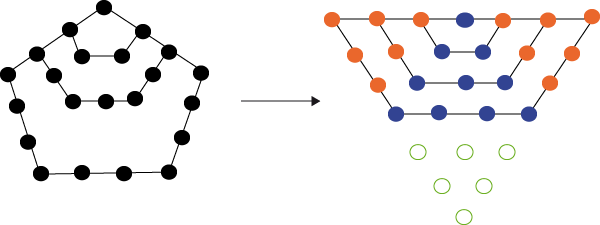
Preuve sans mots des deux propriétés et ,.

- D'après le théorème des nombres polygonaux de Fermat, tout entier naturel est la somme d'au plus 5 nombres pentagonaux et on ne connait que six entiers ne pouvant pas s'écrire comme somme de moins de cinq nombres pentagonaux : {\displaystyle 9,21,31,43,55,89}. On conjecture qu'il n'y en a pas d'autres, voir la suite A133929 de l'OEIS.

## Test des nombres pentagonaux
Un réel positif {\displaystyle x} est un nombre pentagonal si et seulement si l'équation du second degré 3n2 – n – 2x possède une solution entière {\displaystyle n} > 0, c'est-à-dire si le réel suivant est entier :
{\displaystyle n={\frac {1+{\sqrt {24x+1}}}{6}}.}
Lorsque {\displaystyle n} est entier, {\displaystyle x} est le {\displaystyle n}-ième nombre pentagonal.

## Nombres pentagonaux généralisés
Les nombres pentagonaux généralisés sont les nombres de la forme {\displaystyle n(3n-1)/2}, mais avec {\displaystyle n} entier relatif, ou encore : les nombres de la forme {\displaystyle n(3n\pm 1)/2} avec {\displaystyle n} entier naturel. Les vingt premiers termes de cette suite d'entiers sont 0, 1, 2, 5, 7, 12, 15, 22, 26, 35, 40, 51, 57, 70, 77, 92, 100, 117, 126 et 145 (suite A001318 de l'OEIS).